# Non lo spegnere
Non lo spegnere è un singolo del rapper italiano Guè, pubblicato il 3 giugno 2011 come primo estratto dal primo album in studio Il ragazzo d'oro.
Il brano ha visto la partecipazione del rapper Entics.

## Descrizione
Una prima versione del brano apparve in precedenza nel mixtape Fastlife Mixtape Vol. 2 - Faster Life, pubblicato nel 2009. La versione presente in Il ragazzo d'oro è stata denominata Non lo spegnere (Reloaded). Riguardo alla canzone, lo stesso Guè ha dichiarato:
Il brano è stato presentato in anteprima durante la trasmissione radiofonica 50 Songs in onda su Radio Deejay il 31 maggio 2011. Il singolo è stato poi reso disponibile per il download digitale a partire dal 3 giugno 2011.

## Video musicale
Il video, realizzato da YO CLAS!, è stato reso disponibile il 3 giugno 2011, contemporaneamente al lancio del singolo. Girato interamente a bordo di uno yacht, di proprietà del rapper Chaka Nano, esso mostra i due rapper interpretare il brano circondati da numerose ragazze in costume da bagno.

## Tracce
1. Non lo spegnere (feat. Entics) – 3:16